# Edgemont
Edgemont és una població dels Estats Units a l'estat de Dakota del Sud. Segons el cens del 2000 tenia 867 habitants.

## Demografia
Segons el cens del 2000, Edgemont tenia 867 habitants, 409 habitatges, i 260 famílies. La densitat de població era de 334,8 habitants per km².
Dels 409 habitatges en un 21% hi vivien nens de menys de 18 anys, en un 54,3% hi vivien parelles casades, en un 6,1% dones solteres, i en un 36,2% no eren unitats familiars. En el 32% dels habitatges hi vivien persones soles el 16,9% de les quals corresponia a persones de 65 anys o més que vivien soles. El nombre mitjà de persones vivint en cada habitatge era de 2,12 i el nombre mitjà de persones que vivien en cada família era de 2,64.
Per edats la població es repartia de la següent manera: un 20% tenia menys de 18 anys, un 3,6% entre 18 i 24, un 20,1% entre 25 i 44, un 31,8% de 45 a 60 i un 24,6% 65 anys o més.
L'edat mediana era de 49 anys. Per cada 100 dones de 18 o més anys hi havia 98,3 homes.
La renda mediana per habitatge era de 24.919 $ i la renda mediana per família de 36.667 $. Els homes tenien una renda mediana de 36.250 $ mentre que les dones 16.667 $. La renda per capita de la població era de 17.273 $. Entorn del 10,3% de les famílies i el 18,6% de la població estaven per davall del llindar de pobresa.

## Poblacions més properes
El següent diagrama mostra les poblacions més properes.